# Naftali Kraus
Naftali Kraus, Qra'ûs Naftalî (Budapest, 1932. január 20. – 2018. január 27.) magyarországi születésű izraeli író, újságíró.
Modern-ortodox zsidó szülők első fiaként született 1932-ben. Zsidó iskolában (Tajrász Emesz), majd a pesti gettóban és a 1945 után jesivákban nevelkedett.
1949-ben a magyar határ aknazárán át Izraelbe disszidált (alijázott), ahol Dusinszky huszti rabbi jesivájában tanult, majd két és fél éves katonai szolgálatot teljesített. A lubavicsi rebe követője lett.
1954-től újságíró. Előbb a Seárim, majd a Mááriv napilapok munkatársa, hírszerkesztője. Idővel egy New York-i jiddis hetilap, valamint a budapesti Magyar Hírlap izraeli tudósítója. Egy darabig az Új Élet munkatársa is volt. Évekig saját internetes blogjában publikált, ahol írásaiban a magyar neológ zsidóságot és zsidó szereplőket támadott. A lubavicsi mozgalom magyarországi újságjaiban (Egység és Gut sábesz), honlapján és egyéb publikációikban jelent meg legtöbb írása magyarul.
Hiller István kulturális miniszter 2002-ben Pro Cultura Hungarica díjjal tüntette ki.
Nős, 3 gyereke és 19 unokája van. Önéletrajzi írása 2002-ben jelent meg (Az áldozat visszatér...).

## Művei
- Az ősi forrás; Fórum, Budapest, 1990
- A rabbit hazaárulással vádolták... A chábád chaszidizmus megalapítójának története; jegyz. Mikes Katalin; Interart, Budapest, 1991
- A próféták népe. A háftárák könyve. Az ősi forrás sorozat 2. kötete; szerk. Mikes Katalin; Chábád Lubavics Zsidó Nevelési és Oktatási Egyesület, Budapest, 1992
- A Talmud bölcsei. Arcképcsarnok z ősi forrás sorozat 3. kötete; Pesti Szalon, Budapest, 1993
- Zsidó ünnepek. A haszid legenda tükrében. Az ősi forrás sorozat 4. kötete; Zsidó Nevelési és Oktatási Egyesület, Budapest, 1994
- Mózes öt könyve. A haszid folklór tükrében; Akadémiai, Budapest, 1995 (Az ősi forrás, 5.)
- Az öt tekercs. Énekek éneke, Rút könyve, Jeremiás siralmai, A Prédikátor könyve, Eszter könyve. Az ősi forrás sorozat 6. kötete; Göncöl, Budapest, 1998
- Zsidó morál és etika. A Derech Erec traktátusai si forrás sorozat 7.; Suliker-Filum, Budapest, 1998
- Dávid zsoltárai, 1-2.; Göncöl, Budapest, 1999-2000 (Ősi forrás, 8-9.)
- Salamon példabeszédei. Szent iratok, Mislé Slomó. Az ősi forrás sorozat, 10.; Ulpius-ház, Budapest, 2001
- Jób szenvedései. Miért szenved az igaz ember? Az ősi forrás sorozat 11.; PolgART, Budapest, 2002
- Zsidó ünnepek. A haszid legenda tükrében. Az ősi forrás sorozat 4.; 2. bőv. kiad.; Ulpius-ház, Budapest, 2002
- Az áldozat visszatér...; PolgART, Budapest, 2002
- Ezra, Nechemjá. Az őscionizmus története. Az ősi forrás sorozat 12.; PolgART, Budapest, 2003
- A 613 parancsolat. Ősi forrás sorozat 13.; PolgART, Budapest, 2004 ISBN 963-9306-76-2
- Zsidó morál és etika. A Derech Erec traktátusai, Ősi forrás 7., 2. kiadás, PolgART Kiadó, Budapest, 2004, ISBN 963-9306-05-3
- Nők a Bibliában és a Talmudban 56 elbeszélő biográfia. Ősi forrás sorozat 14.; PolgART, Budapest, 2005, ISBN 963-9306-89-4
- Mit mond a háláchá? A modern élet kérdéseiről. Ősi forrás sorozat 15.; Adoc-Semic, Budapest, 2005
- Bírák és próféták. A zsidó nép őstörténete. Ősi forrás sorozat 16.; Wesley János Lelkészképző Főiskola, Budapest, 2006
- A zsidó Jesájáhu Izrael prófétái 2. Az ősi forrás 17.; Wesley János Lelkészképző Főiskola, Budapest, 2007
- Jeremiás: az első holokauszt prófétája. Izrael prófétái 3. Az ősi forrás 18.; Wesley, Budapest, 2008
- Ismerd meg atyád istenét! Zsidó fogalomtár. Az ősi forrás 19.; Wesley, Budapest, 2009
- Ezékiél: a harmadik szentély víziója. Izrael prófétái 4. Az ősi forrás 20.; Wesley, Budapest, 2011
- Dániel: mikorra várjuk a Messiást? Szent iratok. Az ősi forrás 21.; Wesley János Lelkészképző Főiskola, Budapest, 2011
- Iránytűvel a Talmud tengerén. Misna, gemara, szóbeli tan. Az ősi forrás 22.; Wesley, Budapest, 2012
- A haszidizmus alapító mesterei; Chábád Lubavics Zsidó Nevelési és Oktatási Egyesület, Budapest, 2013 (Magyar-zsidó történelmi művek)
- A Tóra negyedik arca. A heti szakasz a Kabbala tükrében. Az ősi forrás 23.; Wesley, Budapest, 2014

## Külső hivatkozások
- Ősi forrásból
- OR-ZSE